# Marco Antonio Rojas
Marco Antonio Rojas Porras (San José, 8 de noviembre de 1952) es un exfutbolista costarricense. Jugó como guardameta y casi toda su carrera deportiva la realizó en el Deportivo Saprissa. 
En Primera División estuvo en un total de 17 temporadas, uno de los períodos más largos para un jugador profesional en el país.
Según una encuesta por Internet realizada por el periódico local Al Día, la mayor parte de la afición lo considera como el mejor portero de la historia del Saprissa.

## Trayectoria
Rojas fue formado en las divisiones menores del Deportivo Saprissa, club al que llegó entre 1966 y 1967. Debutó en la Primera División con el Saprissa en 1972 ante el Club Sport Cartaginés. Con los "morados" fue monarca nacional en 1972, 1973, 1974, 1975, 1976, 1977 y 1982, subcampeón nacional en 1984 y campeón de la Copa Fraternidad Centroamericana en 1972, 1973 y 1978.
En 1987, firmó con el Club Sport Cartaginés por una temporada, y al torneo siguiente jugó para la Asociación Deportiva Limonense. En 1990 terminó su trayectoria a la edad de 38 años, jugando como suplente en el Deportivo Saprissa, con el que obtuvo el cetro nacional de 1989.
En toda su carrera realizó un total de 302 juegos y recibió 256 goles.

## Selección nacional
Marco Antonio Rojas fue un convocado regular en la Selección nacional de Costa Rica durante la década de los 1980, donde participó en 22 partidos oficiales como titular.
Disputó tres eliminatorias mundialistas (1978, 1982 y 1986), dos Panamericanos (1975 y 1979) y los Juegos Olímpicos de Los Ángeles 1984, donde fue el capitán en dos encuentros. En ese torneo, los ticos vencieron a los entonces campeones mundiales, la selección de Italia, por 1 a 0.

### Participaciones en Juegos Olímpicos
| Juego                    | Sede        | Resultado    |
| ------------------------ | ----------- | ------------ |
| Juegos Olímpicos de 1984 | Los Ángeles | Primera fase |

## Clubes
| Club                  | País       | Año       |
| --------------------- | ---------- | --------- |
| Deportivo Saprissa    | Costa Rica | 1972-1986 |
| Club Sport Cartaginés | Costa Rica | 1987      |
| A.D Limonense         | Costa Rica | 1988      |
| Deportivo Saprissa    | Costa Rica | 1989      |

## Palmarés

### Títulos nacionales
| Título                         | Equipo             | País       | Año  |
| ------------------------------ | ------------------ | ---------- | ---- |
| Primera División de Costa Rica | Deportivo Saprissa | Costa Rica | 1972 |
| Primera División de Costa Rica | Deportivo Saprissa | Costa Rica | 1973 |
| Primera División de Costa Rica | Deportivo Saprissa | Costa Rica | 1974 |
| Primera División de Costa Rica | Deportivo Saprissa | Costa Rica | 1975 |
| Primera División de Costa Rica | Deportivo Saprissa | Costa Rica | 1976 |
| Primera División de Costa Rica | Deportivo Saprissa | Costa Rica | 1977 |
| Primera División de Costa Rica | Deportivo Saprissa | Costa Rica | 1982 |
| Primera División de Costa Rica | Deportivo Saprissa | Costa Rica | 1989 |

### Títulos internacionales
| Título                           | Equipo             | Sede     | Año  |
| -------------------------------- | ------------------ | -------- | ---- |
| Copa Fraternidad Centroamericana | Deportivo Saprissa | San José | 1972 |
| Copa Fraternidad Centroamericana | Deportivo Saprissa | San José | 1973 |